# 62.º Ejército (Unión Soviética)
El 62.º Ejército (en ruso: 62-я армия) fue un ejército de campaña establecido por el Ejército Rojo de la Unión Soviética durante la Segunda Guerra Mundial. Formado como el 7.° Ejército de Reserva como parte de la Reserva del Alto Mando Supremo en mayo de 1942, la formación fue designada como el 62 ° Ejército el mes siguiente. 
Tras una actuación de combate épica en la Batalla de Stalingrado, al 62.° Ejército se le otorgó el estatus de Guardia y se le cambió el nombre por el 8 ° Ejército de la Guardia en abril de 1943.

## Stalingrado
El mayor general Vladímir Kolpakchi había sido comandante del ejército en la reserva y continuó siéndolo al entrar en combate el 62.º ejército. Su bautismo de fuego ocurrió en la última semana de julio, cuando tres divisiones de este ejército defendieron el cruce del río Chir de la 44.ª División de Infantería austríaca del 6.º Ejército alemán. No obstante, el flanco derecho del ejército soviético fue sobrepasado, y los alemanes empezaron a cruzar el río Don. Durante su retirada a través del Don, el 62.º ejército fue diezmado, por ejemplo, la 181.ª División de Fusileros contaba con trece mil efectivos al inicio de la batalla, pero solo 105 lograron cruzar a la orilla oriental del Don.
El 62.º ejército inició entonces la retirada hacia Stalingrado, mientras que el 64.º Ejército hacía lo mismo más al sur. El General alemán Friedrich Paulus del 6.º Ejército contempló entonces rodear a ambos ejércitos ya que sus cuerpos panzer XLVIII y XIV estaban superando rápidamente los flancos sur y norte del Frente de Stalingrado respectivamente. El General Paulus desistió de la idea al percatarse que su flanco norte era muy débil y que estaba sufriendo contraataques soviéticos constantes, aunque infructuosos y desorganizados. Estos contraataques contribuyeron a salvar a los restos de los 62.º y 64.º ejércitos, que empezaron a formar una nueva línea defensa justo antes de Stalingrado.
En agosto, el general Kolpakchi fue reemplazado por el teniente general Anton Lopatin. El mando de Lopatin fue breve, el 10 de septiembre la 29.ª División de Infantería Motorizada alemana separó a los 62.º y 64.º ejércitos, y alcanzó el Volga. De esta manera, el 62.º ejército quedó aislado en la ciudad, con el Volga en la espalda. Bajo esta situación, el General Lopatin expresó al Comandante en Jefe del Frente de Stalingrado, Andrei Yeremenko, sus dudas acerca de poder conservar Stalingrado, motivo por el cual fue relevado del mando y transferido a otro ejército. El nuevo comandante, el teniente general Vassili Chuikov, había sido el comandante del 64.º ejército, y bajo su mando, el 62.º ejército lucharía el resto de la batalla de Stalingrado, una de las batallas más sangrientas de la historia.
Chuikov encontró a su ejército en una situación crítica, solamente contaba con 20 mil soldados y menos de 60 tanques. El 8.º Ejército de Aire apoyaba al 62.º ejército, pero la mayor parte del tiempo se encontraba en inferioridad respecto a la Luftwaffe alemana. Gracias a un torrente de recursos y hombres que cruzaban en expuestas balsas el Volga, el 62.º ejército pudo conservar la ciudad, enfrascado en una lucha urbana brutal, en la que los Cuarteles Generales de Chuikov y su personal se encontraban expuestos a menudo.
Ignorado por los soldados y oficiales del 62.º ejército, esta guerra de desgaste que estaba desangrando a ambos bandos en Stalingrado había sido planificada por la Stavka soviética. En efecto, Stalin había aprobado en septiembre la operación Urano, que consistía en concentrar tropas en los flancos expuestos del 6.º ejército enemigo, enviando solamente los recursos necesarios al 62.º ejército para mantener la ciudad.
Para mediados de noviembre la situación del 62.º ejército en la ciudad se volvió crítica, ya que se inició el congelamiento del río y el número de balsas que lo cruzaban disminuyó. Además, la artillería alemana alcanzó posiciones favorables para disparar al embarcadero. Esta situación dio un giro abrupto el 19 de noviembre, cuando comenzó la Operación Urano. En pocos días el 6.º ejército alemán quedó cercado por superiores fuerzas enemigas, y los hombres del 62.º ejército pudieron bajar el ritmo de las operaciones urbanas.

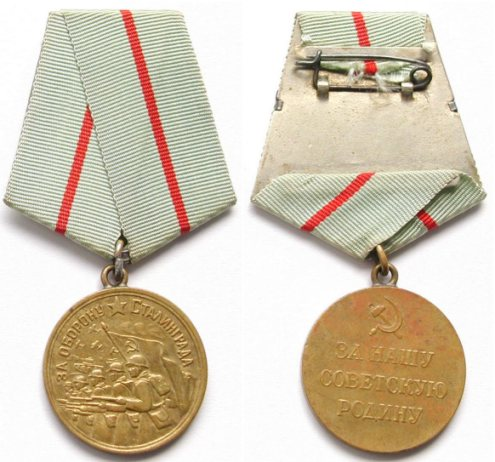
Medallas para los defensores de Stalingrado.

El 17 de diciembre se congeló completamente el Volga, finalizando la escasez de suministros del 62.º ejército. A finales de enero se inició el asalto final contra el 6.º ejército alemán cercado, participando el 62.º ejército desde la ciudad. El 26 de enero el 21.º Ejército enlazó con el 62.º ejército, al norte de Mamaev Kurgan, específicamente con la 13.ª División de Fusileros de Guardias.
El 2 de febrero el 6.º ejército alemán se rindió y la batalla de Stalingrado terminó.
Como reconocimiento a su sorprendente defensa de Stalingrado, el 62.º ejército fue renombrado 8.º Ejército de Guardias, siendo elevado a una categoría élite.

## Comandantes
- Mayor general Vladímir Kolpakchi
- Teniente general Anton Lopatin
- Teniente general Vassili Chuikov

## Orden de Batalla en noviembre de 1942
| Orden de Batalla para el 1 de noviembre de 1942                    |                                 |
| Comandante en Jefe: teniente general Vasili Ivánovich Chuikov      |                                 |
| División                                                           | Comandante                      |
| 13.ª División de Fusileros de Guardias                             | Alexander Ilich Rodimtsev       |
| 37.ª División de Fusileros de Guardias                             | Viktor Grigorevich Zhodulev     |
| 39.ª División de Fusileros de Guardias                             | Stepan Savelievich Gurev        |
| 45.ª División de Fusileros                                         | Vasili Sokolov                  |
| 95.ª División de Fusileros                                         | Vasili Gorishni                 |
| 112.ª División de Fusileros                                        | No hay datos.                   |
| 138.ª División de Fusileros                                        | Iván Ilich Liudnikov            |
| 193.ª División de Fusileros                                        | Fedor Nikandrovich Smekhotvorov |
| 196.ª División de Fusileros                                        | No hay datos.                   |
| 224.ª División de Fusileros                                        | No hay datos.                   |
| 284.ª División de Fusileros                                        | Nikolái Filippovich Batiuk      |
| 308.ª División de Fusileros                                        | Leontii Nikolaevich Gurtev      |
| 10.ª División de Fusileros de la NKVD                              | Vladimir Tarasovich Rogatin     |
| 92.ª Brigada de Infantería de Marina                               | No hay datos.                   |
| Brigadas Especiales 42.ª, 115.ª, 124.ª, 149.ª y 160.ª.             | No hay datos.                   |
| Brigadas de Tanques 84.ª, 137.ª y 189.ª.                           | No hay datos.                   |
| Fuente: Beevor, Antony (1999). Stalingrad. Londres: Penguin Books. |                                 |